# Obwód zakarpacki
Obwód zakarpacki (ukr. Закарпатська область) – jeden z 24 obwodów Ukrainy. Leży w zachodniej części Ukrainy, na obszarze historycznego Zakarpacia. Graniczy z Polską, Słowacją, Węgrami i Rumunią. Stolicą obwodu jest Użhorod. Obwód został utworzony 22 stycznia 1946 roku.
Obwód zakarpacki graniczy od północy z polskim województwem podkarpackim oraz z obwodami lwowskim i iwanofrankowskim, od południa – z rumuńskimi okręgami Marmarosz i Satu Mare, od południowego zachodu – z węgierskim komitatem Szabolcs-Szatmár-Bereg, od zachodu – ze słowackimi krajami preszowskim i koszyckim (historyczny region Zemplín). Jest jedynym obwodem Ukrainy który graniczy bezpośrednio z czterema państwami.

## Gospodarka
W obwodzie rozwinął się przemysł drzewno-papierniczy, spożywczy oraz lekki. 
W regionie wydobywa się węgiel brunatny oraz sól kamienną.
W obwodzie zakarpackim uprawia się zboże, tytoń, drzewa owocowe, winorośl oraz hoduje się bydło, trzodę chlewną, owce.

## Historia
Obwód zakarpacki został utworzony 22 stycznia 1946 r. dekretem Prezydium Rady Najwyższej ZSRR. Jak nazwa wskazuje, jest jedyną częścią Ukrainy leżącą po południowej stronie Karpat. Dzisiejszy obwód zakarpacki zajmuje ziemie historycznej Rusi Zakarpackiej, Marmaroszu oraz dwa skrawki historycznie należące wcześniej do Czechosłowacji – pas przy granicy ze Słowacją i z Polską na zachód i północny zachód od doliny Użu oraz pas przy granicy ze Słowacją i z Węgrami, na południe od Użhorodu, z miastem Czop.
Obszar dzisiejszego obwodu włączono do ZSRR w 1945, przedtem należał do Węgier (1938/1939–1945), Czechosłowacji (1918–1939) i Austro-Węgier (do 1918). Za panowania węgierskiego obszar dzisiejszego obwodu należał do komitatów Ung, Bereg, Ugocsa i Máramaros. Dzisiejsza północna granica obwodu do 1945 stanowiła granicę państwową: Polski i Węgier (1938–1939), Polski i Czechosłowacji (1918–1939), austriackiej Galicji i Węgier (1867–1918), a przed 1772 – Rzeczypospolitej Obojga Narodów (województwa ruskiego) i Królestwa Węgier.

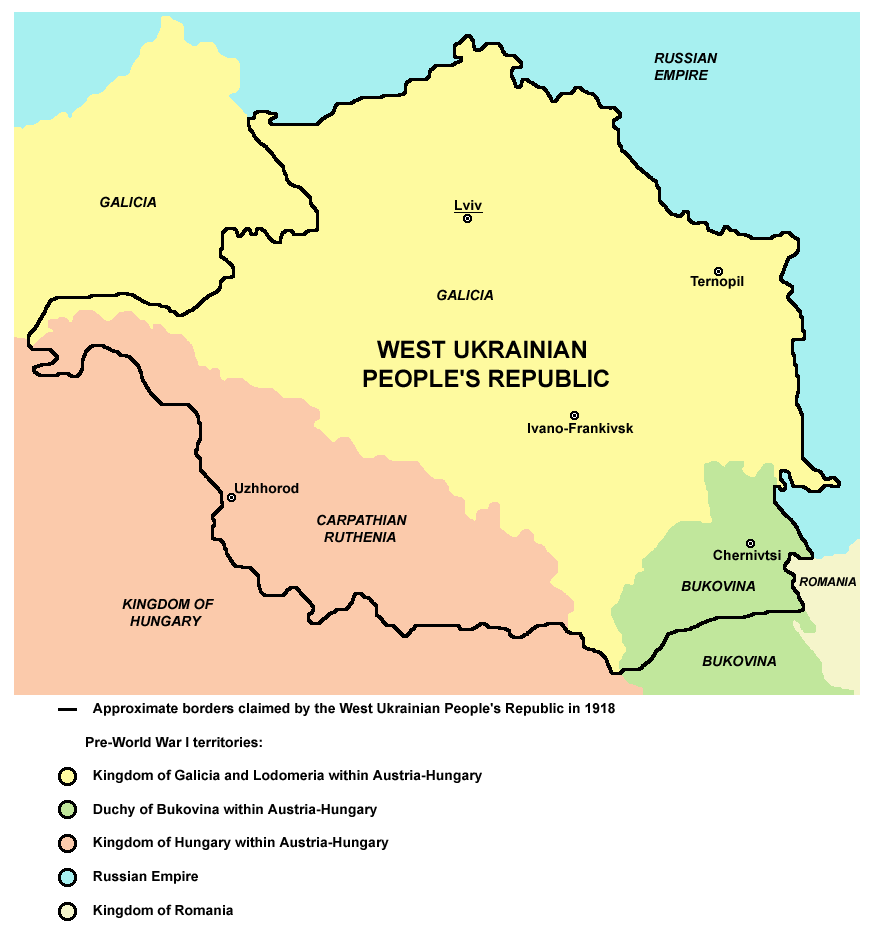
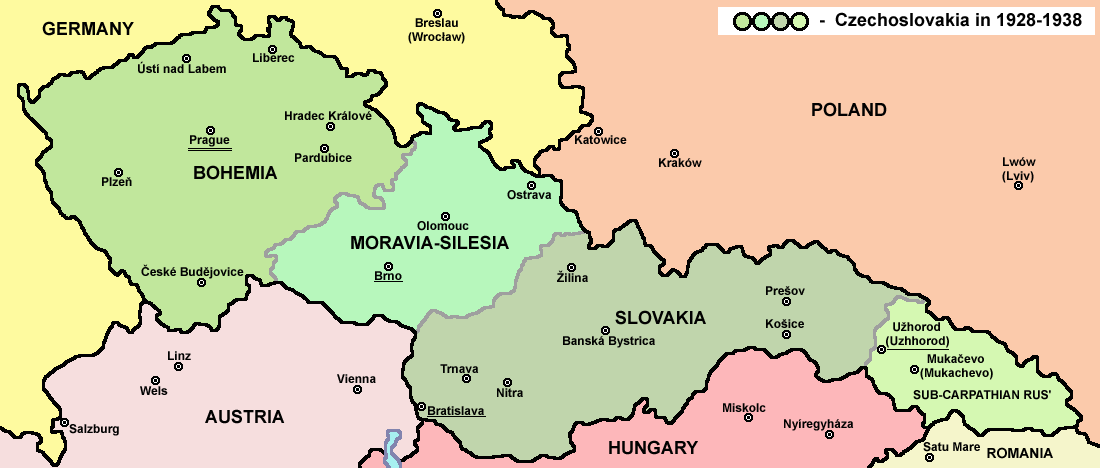

## Podział administracyjny na rejony
Do 17 lipca 2020 roku obwód zakarpacki dzielił się na 13 rejonów: berehowski, chuściański, irszawski, miżhirski, mukaczewski, pereczyński, rachowski, swalawski, tiacziwski, użhorodzki, wielkoberezneński, wołowiecki, wynohradiwski oraz 5 miast wydzielonych: Berehowo, Chust, Czop, Mukaczewo, Użhorod.
W wyniku reformy podziału administracyjnego zmniejszono z 490 do 136 liczbę rejonów na Ukrainie. Od 17 lipca 2020 roku obwód zakarpacki dzieli się na 6 rejonów:
1. berehowski
2. chuściański
3. mukaczewski
4. rachowski
5. tiacziwski
6. użhorodzki

## Ludność

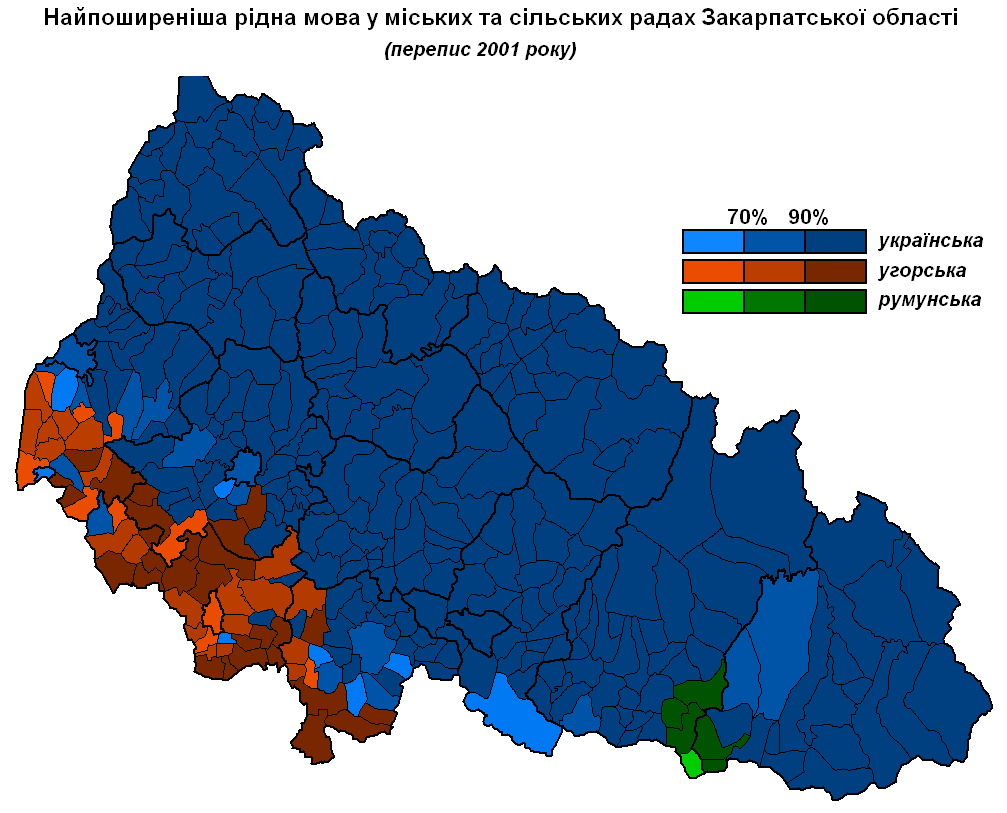
Struktura etniczna

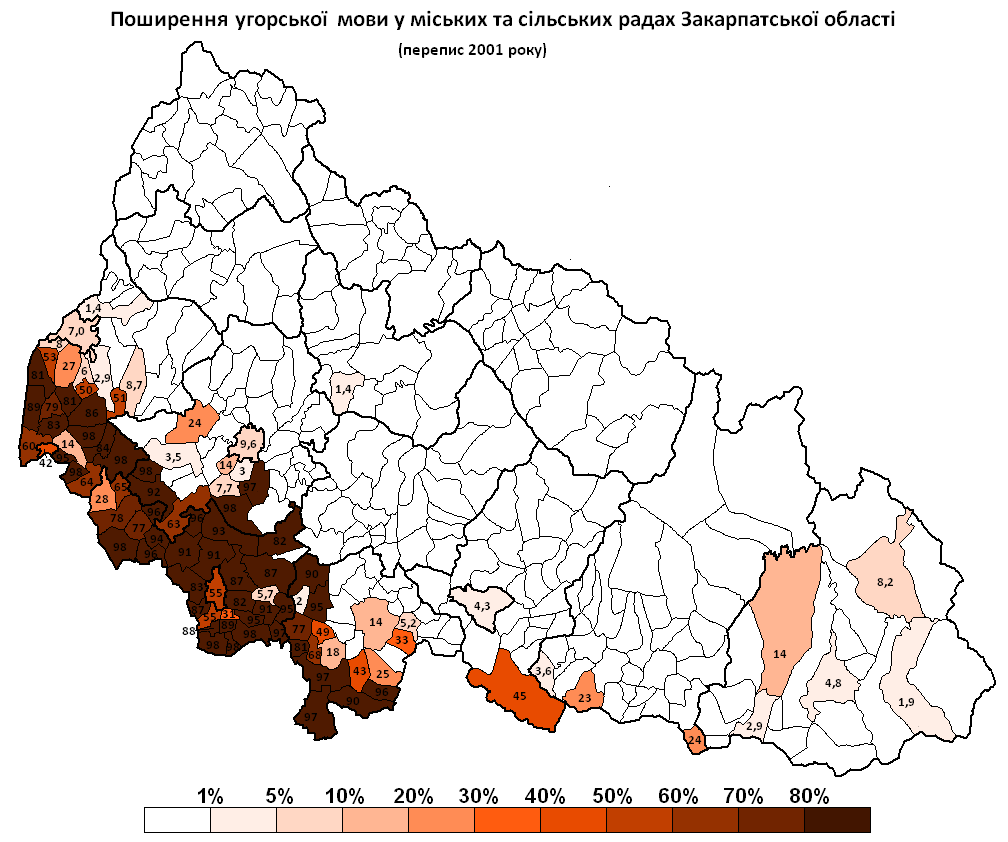
Odsetek ludności węgierskiej według spisu powszechnego z 2001 r.

Obwód zakarpacki jest wielonarodowościowy. Wśród jego mieszkańców Ukraińcy stanowią 72,5%, Węgrzy – 20,1%, Rumuni – 2,6%, Rosjanie – 2,5%, Cyganie – 1,1%, Słowacy – 0,5%, Niemcy – 0,3%. 

## Na Zakarpaciu urodzili się
- Robert Maxwell, Slatinské Dôly (obecnie Sołotwyno)

## Największe miejscowości
| Miejscowość    | Nazwa ukraińska | Nazwa rusińska         | Nazwa węgierska | Nazwa słowacka | Nazwa rosyjska | Liczba mieszkańców (według spisu z 5 XII 2001) |
| -------------- | --------------- | ---------------------- | --------------- | -------------- | -------------- | ---------------------------------------------- |
| Użhorod        | Ужгород         | Унґгородъ              | Ungvár          | Užhorod        | Ужгород        | 117 317                                        |
| Mukaczewo      | Мукачеве        | Мукачів                | Munkács         | Mukačevo       | Мукачево       | 82 346                                         |
| Chust          | Хуст            | Густ                   | Huszt           | Chust/Hust     | Хуст           | 29 080                                         |
| Berehowe       | Берегове        | Берегово               | Beregszász      | Berehovo       | Берегово       | 26 735                                         |
| Wynohradiw     | Виноградів      | Виноградово            | Nagyszőlős      | Vinohradov     | Виноградов     | 25 760                                         |
| Swalawa        | Свалява         | Свалява                | Szolyva         | Svaľava        | Свалява        | 17 145                                         |
| Rachów         | Рахів           | Рахово                 | Rahó            | Rachov         | Рахов          | 15 241                                         |
| Tiacziw        | Тячів           | Тячево                 | Técső           | Ťačov          | Тячев          | 9786                                           |
| Miżhirja       | Міжгір'я        | Волове lub Волове Поле | Ökörmező        | Volové         | Межгорье       | 9656                                           |
| Irszawa        | Іршава          | Иршава                 | Ilosva          | Iršava         | Иршава         | 9515                                           |
| Boczków Wielki | Великий Бичків  | Бычків                 | Nagybocskó      |                | Великий Бычков | 9430                                           |
| Sołotwyno      | Солотвино       | Солотвыно              | Aknaszlatina    | Slatinské Dôly | Солотвина      | 9276                                           |
| Dubowe         | Дубове          | Дубово                 | Dombó           | Dubové         | Дубовое        | 9246                                           |
| Wełyki Łuczki  | Великі Лучки    |                        | Nagylucska      | Veľký Lúčky    | Великие Лучки  | 9029                                           |
| Czop           | Чоп             | Чоп                    | Csap            | Čop            | Чоп            | 8919                                           |
| Ilnycia        | Ільниця         | Ільниця                | Ilonca          | Iľnica         | Ильница        | 8902                                           |
| Busztyno       | Буштино         | Буштыно                | Bustyaháza      | Buštino        | Буштына        | 8554                                           |
| Korolewo       | Королево        | Королево               | Királyháza      |                | Королёво       | 8147                                           |
| Wyszkowo       | Вишково         | Вышково                | Visk            | Višká          | Вышково        | 8141                                           |
| Biłky          | Білки           | Белки                  | Bilki           |                | Белки          | 8078                                           |
| Jasina         | Ясіня           | Єсінє                  | Kőrösmező       | Jasiňa         | Ясиня          | 8006                                           |

## Galeria

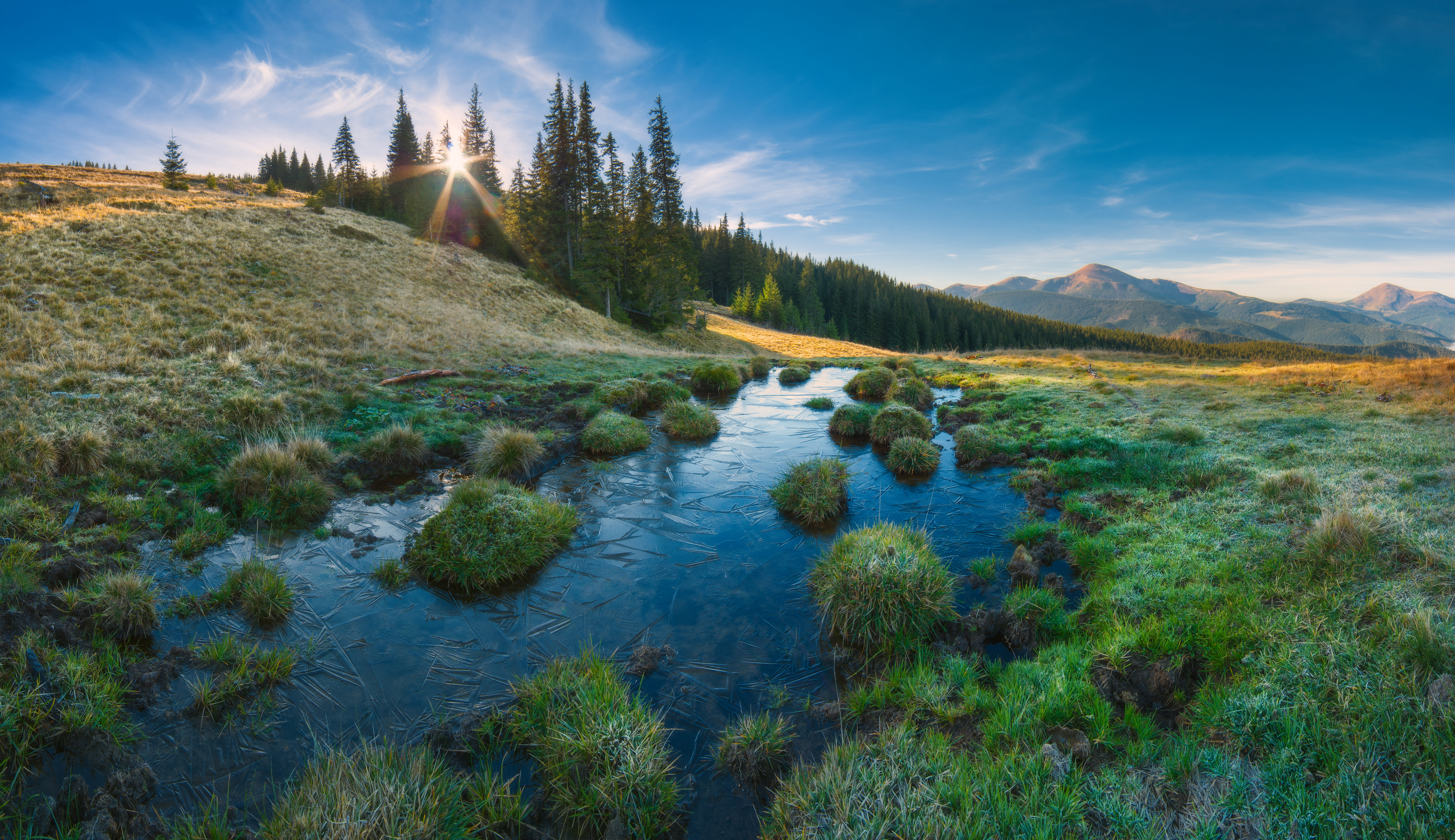
Zakarpacki rezerwat biosfery
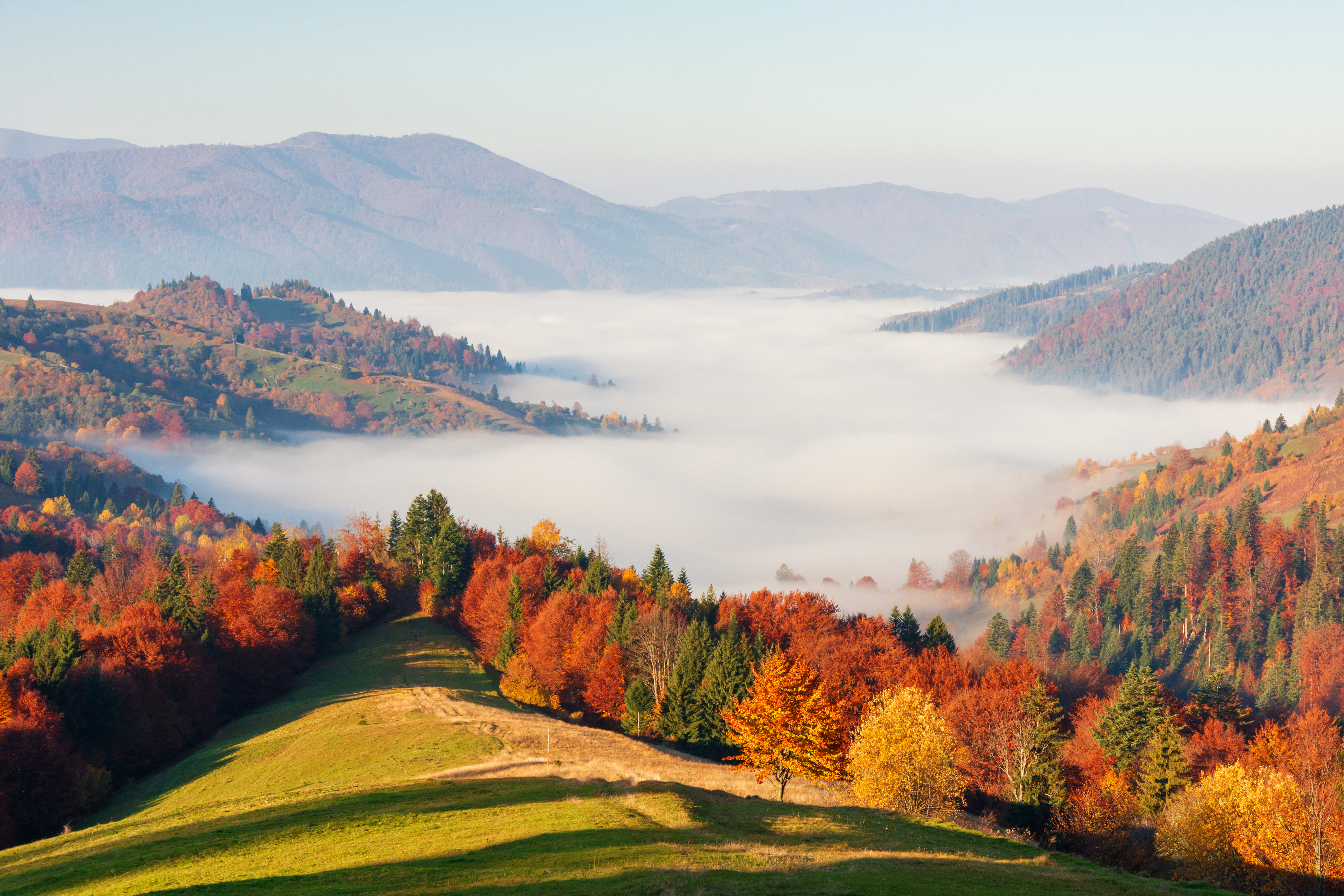
Park Narodowy „Synewyr”
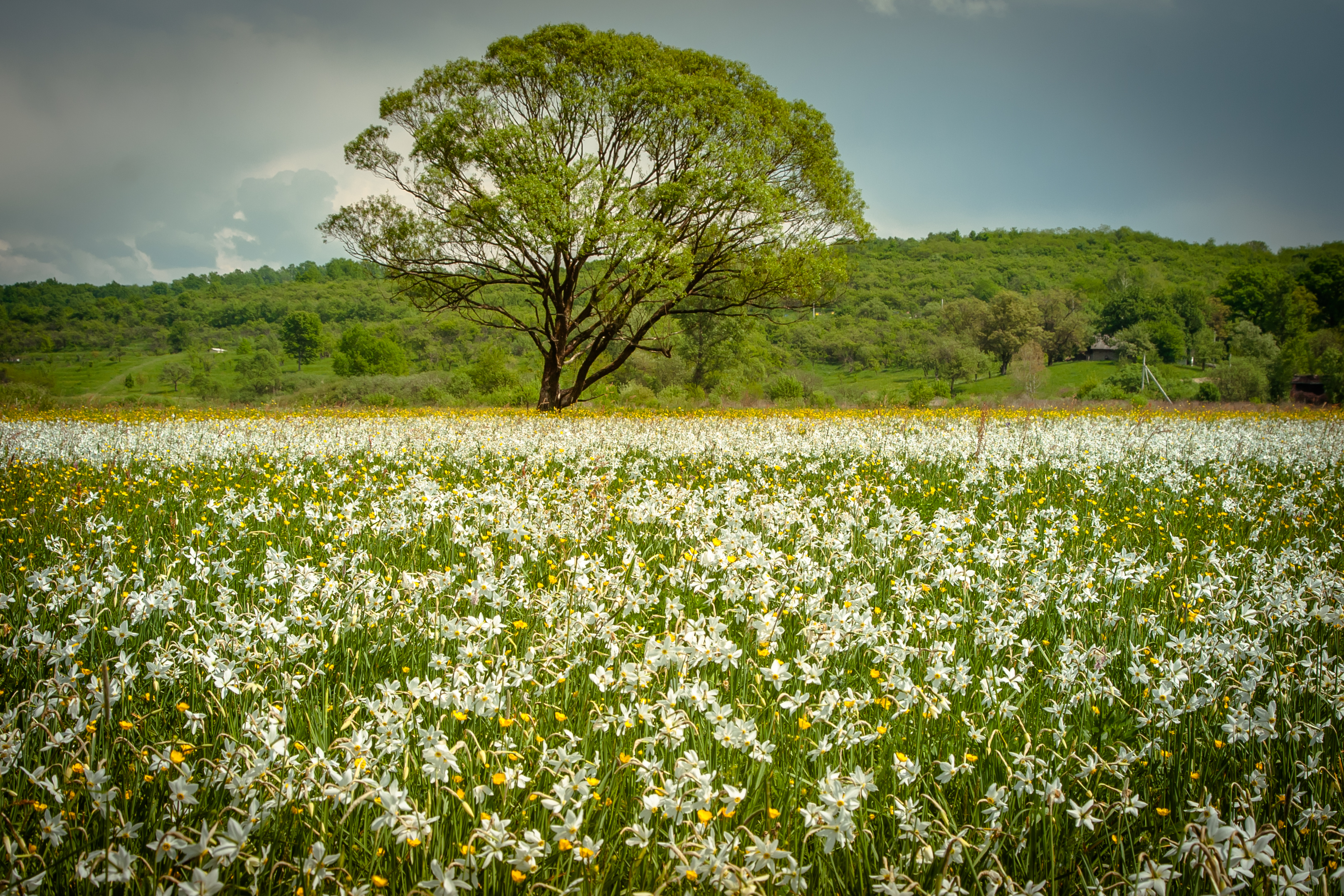
„Dolina narcyzów”
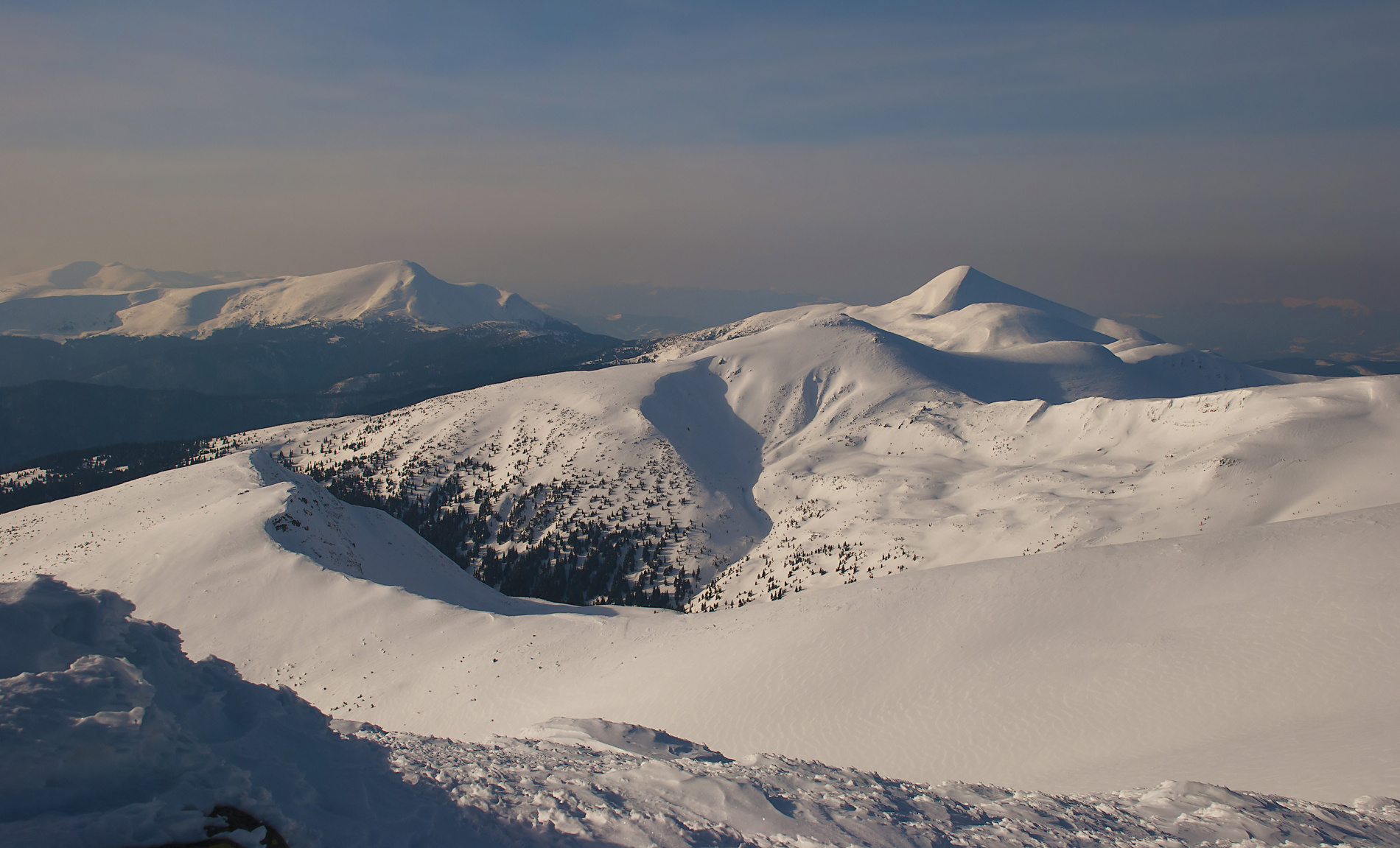
Czarnohora na początku marca